# Fajar Asri
Fajar Asri is een bestuurslaag in het regentschap Mesuji van de provincie Lampung, Indonesië. Fajar Asri telt 1004 inwoners (volkstelling 2010).